# هجوم بيرخمان
هجوم بيرخمان (بالتركية: Bergmann Atağı) أو عملية كوبروكوي (الروسية: Кёприкейская операция) هو هجوم عسكري شنه قائد الفيلق القوقازي الأول الجنرال جورجي بيرخمان على الأراضي العثماني خلال الحرب العالمية الاولى، وعبر بيرخمان الحدود العثمانية في 1 نوفمبر 1914 في حين أعلنت روسيا الحرب على الدولة العثمانية في 2 نوفمبر. يعد هجوم بيرخمان أول اشتباك عسكري بين الروس والعثمانيين في منطقة القوقاز وقد تقدمت القوات الروسية باتجاه كوبروكوي ونفذت قطاعات الجيش العثماني الثالث هجوما مضادا بهدف اجهاض الحملة الروسية وهو ما تحقق بتراجع القوات الروسية إلى داخل الحدود الروسية، الأمر الذي شجع الأتراك لمهاجمة الروس في ساريقاميش.